# メガロケロス属
メガロケロス属 (Megaloceros) は、絶滅したシカ科の属であり、前期更新世～前期完新世にかけてユーラシア大陸に分布していた。本属は氷河期における重要な植物食動物であり、ほとんどの種が大型で肩高は2メートル近くに及んだ。シカの中では最も走行に特化したグループであり、草原や疎林などを好んで生息していたと考えられる。

## 分類

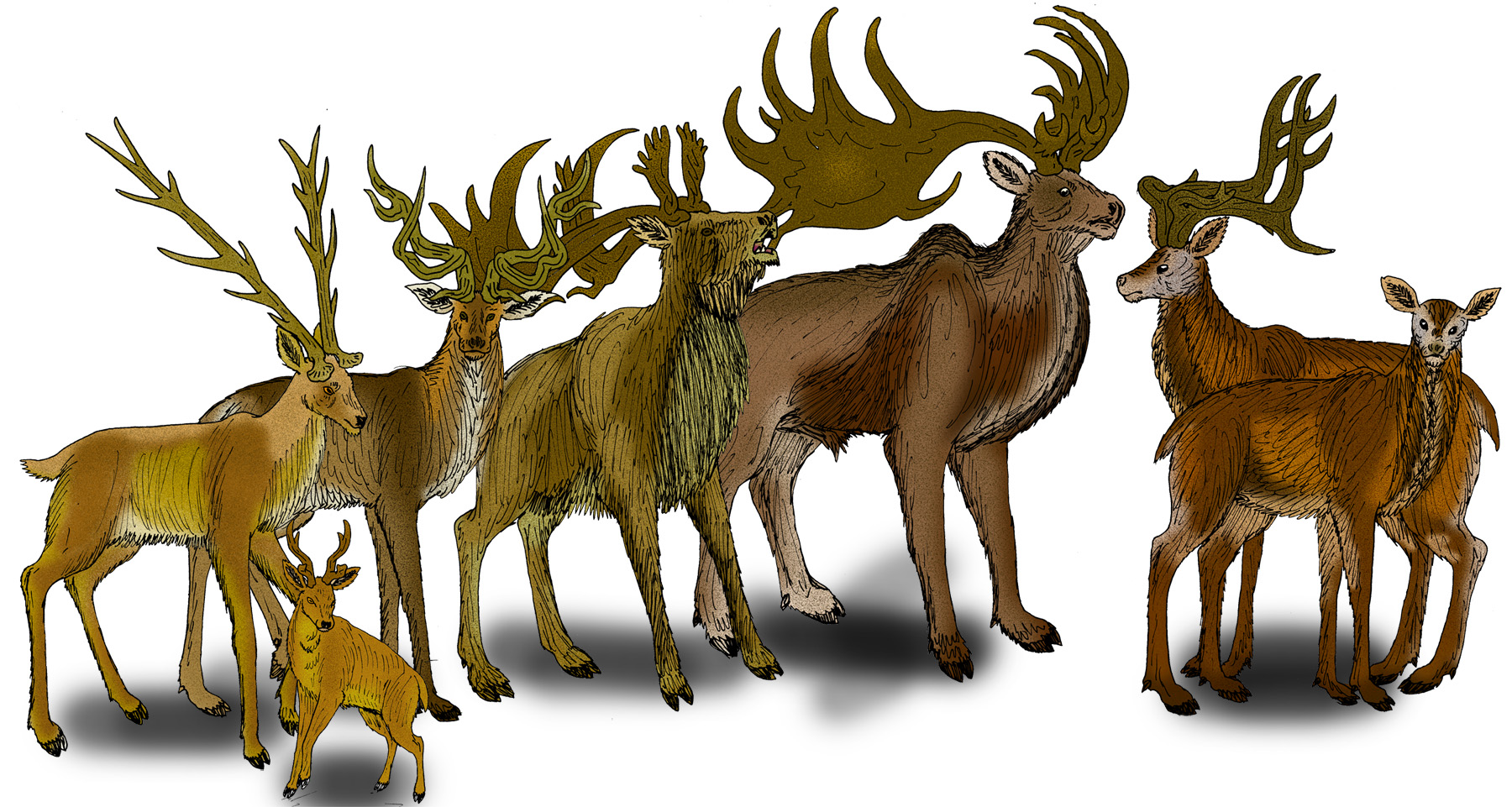
オオツノジカ族（Megacerini）の例。メガロケロス属とシノメガケロス属とプラエメガケロス属の種が描かれている。

シノメガケロス属、（Allocaenelaphus、Nesoleipoceros、Psekupsoceros を含む）プラエメガケロス属、ネオメガロケロス属（Neomegaloceros）、Megaceroides、Arvernoceros、Candiacervus、Orchonoceros などと共に「オオツノジカ族（Megacerini）」を構成する。
最大の種としてギガンテウスオオツノジカ（アイリッシュエルク）がよく知られる。ダマジカ属はこの属に最も近縁な現生グループと考えられている。クレタ島からいくらかの種が発見されている Canadiacervus 属も本属の亜属として含むことがある。また、ヤベオオツノジカなどで知られるシノメガロケロス属とは分類的に混同されてきた歴史があり、Megaloceros luochuanensis や Megaloceros sangganhoensis をシノメガケロス属と見なす資料も存在する。
2023年に発表されたミトコンドリアDNAを解析した結果、ダマジカ属やシノメガケロス属との関連性は以下の様になると考えられている。

|  | 中国・ロシア産のオルドスオオツノシカ（Sinomegaceros ordosianus） |
|  | |
|  | \| \| 中国産のハレボネオオツノシカ（Sinomegaceros pachyosteus） \| \| \| \| \| \| ヨーロッパ・ロシア産のギガンテウスオオツノジカ（Megaloceros giganteus） \| \| \| \| |
|  | |
|  | 中国産のハレボネオオツノシカ（Sinomegaceros pachyosteus） |
|  | |
|  | ヨーロッパ・ロシア産のギガンテウスオオツノジカ（Megaloceros giganteus）                                                                                               |
|  | |

|  | 中国産のハレボネオオツノシカ（Sinomegaceros pachyosteus）               |
|  |                                                                         |
|  | ヨーロッパ・ロシア産のギガンテウスオオツノジカ（Megaloceros giganteus） |
|  |                                                                         |

|  | 中国・ロシア産のオルドスオオツノシカ（Sinomegaceros ordosianus） |
|  | |
|  | \| \| 中国産のハレボネオオツノシカ（Sinomegaceros pachyosteus） \| \| \| \| \| \| ヨーロッパ・ロシア産のギガンテウスオオツノジカ（Megaloceros giganteus） \| \| \| \| |
|  | |
|  | 中国産のハレボネオオツノシカ（Sinomegaceros pachyosteus） |
|  | |
|  | ヨーロッパ・ロシア産のギガンテウスオオツノジカ（Megaloceros giganteus）                                                                                               |
|  | |

|  | 中国産のハレボネオオツノシカ（Sinomegaceros pachyosteus）               |
|  |                                                                         |
|  | ヨーロッパ・ロシア産のギガンテウスオオツノジカ（Megaloceros giganteus） |
|  |                                                                         |

|  | 中国・ロシア産のオルドスオオツノシカ（Sinomegaceros ordosianus） |
|  | |
|  | \| \| 中国産のハレボネオオツノシカ（Sinomegaceros pachyosteus） \| \| \| \| \| \| ヨーロッパ・ロシア産のギガンテウスオオツノジカ（Megaloceros giganteus） \| \| \| \| |
|  | |
|  | 中国産のハレボネオオツノシカ（Sinomegaceros pachyosteus） |
|  | |
|  | ヨーロッパ・ロシア産のギガンテウスオオツノジカ（Megaloceros giganteus）                                                                                               |
|  | |

|  | 中国産のハレボネオオツノシカ（Sinomegaceros pachyosteus）               |
|  |                                                                         |
|  | ヨーロッパ・ロシア産のギガンテウスオオツノジカ（Megaloceros giganteus） |
|  |                                                                         |

|  | 中国・ロシア産のオルドスオオツノシカ（Sinomegaceros ordosianus） |
|  | |
|  | \| \| 中国産のハレボネオオツノシカ（Sinomegaceros pachyosteus） \| \| \| \| \| \| ヨーロッパ・ロシア産のギガンテウスオオツノジカ（Megaloceros giganteus） \| \| \| \| |
|  | |
|  | 中国産のハレボネオオツノシカ（Sinomegaceros pachyosteus） |
|  | |
|  | ヨーロッパ・ロシア産のギガンテウスオオツノジカ（Megaloceros giganteus）                                                                                               |
|  | |

|  | 中国産のハレボネオオツノシカ（Sinomegaceros pachyosteus）               |
|  |                                                                         |
|  | ヨーロッパ・ロシア産のギガンテウスオオツノジカ（Megaloceros giganteus） |
|  |                                                                         |

本属は Praedama 属を内包することも示唆されている他にも、完新世まで生存していた北アフリカ産の Megaceroides algericus はメガロケロス属の近縁種または派生種と考えられている。

## 種
古い年代の種から並べる。
これらの中には、メガロケロス属に含まれることもあるPraedama や、 Arvernoceros などの別属への再分類が提唱されている種類も存在している。また、以前に Megaloceros cretensis とされていたシカは2022年に Candiacervus に該当するという説が出されている。
M. kinryuensis（キンリュウオオツノジカ）
鮮新世の日本列島（岩手県一関市の花泉遺跡）から報告されている。
M. stavropolensis
前期更新世のロシア南西部から発見されている。Arvernoceros とする説もある。
M. stavropolensis
前期更新世の北コーカサスにて出土している。
M. luochuanensis
前期-中期更新世の中国の陝西省の黄土から発見されている。
M. novocarthaginiensis
前期更新世後期（約90-80万年前）のスペインから発見されている。角、歯、体の一部が見つかっている。
M. antecedens
M. giganteus（ギガンテウスオオツノジカ）に非常に似ており、異時性の亜種とする説もある。枝角はコンパクトで、基部の枝は大きく掌状化している。中期更新世（チバニアン）のドイツに生息していた。
M. savini
中期更新世に生息。トナカイよりも僅かに大型。最初の化石はフランスとスペインで発見された。枝角は直線的で棘のような突起を有しており、基部近くの一番下の枝は掌状であった。Praedama とすることも提案されている。
M. matritensis
中期更新世の種で、現在のスペインのマドリッドの近くに約30万〜40万年前に生息した。これは M.giganteus（ギガンテウスオオツノジカ）と同時代である。小臼歯が肥大し、臼歯が非常に厚く、下顎頭が低い。M.savini の子孫と考えられる。
M. sangganhoensis
中国北部の小長梁の中期更新世に該当する出土記録が存在する。
M. baotouensis
後期更新世の中国北部に生息していた。
M. giganteus（ギガンテウスオオツノジカ）
最大種で最も知名度が高い。この属の最後に登場した種。肩高約2m。最終氷期にアイルランドから中国まで、ユーラシア大陸の広範囲に生息していた。